# Proton Malaysian Open
El Torneig de Kuala Lumpur, conegut oficialment com a Proton Malaysian Open, és un torneig de tennis professional que es disputa anualment sobre pista dura al Bukit Jalil Sports Complex de Kuala Lumpur, Malàisia. Pertany a les sèries 250 del circuit ATP masculí i es disputa entre setembre i octubre. El torneig es va inaugurar l'any 2009.
L'edició de 2016 fou cancel·lada i traslladada a la ciutat xinesa de Chengdu.

## Palmarès

### Individual masculí
| Any  | Campió            | Finalista         | Resultat            |
| ---- | ----------------- | ----------------- | ------------------- |
| 2015 | David Ferrer      | Feliciano López   | 7−5, 7−5            |
| 2014 | Kei Nishikori     | Julien Benneteau  | 7−6(4), 6−4         |
| 2013 | João Sousa        | Julien Benneteau  | 2−6, 7−5, 6−4       |
| 2012 | Juan Mónaco       | Julien Benneteau  | 7−5, 4−6, 6−3       |
| 2011 | Janko Tipsarević  | Markos Bagdatís   | 6−4, 7−5            |
| 2010 | Mikhaïl Iujni     | Andrei Gólubev    | 6−7(2), 6−2, 7−6(3) |
| 2009 | Nikolai Davidenko | Fernando Verdasco | 6−4, 7−5            |

### Dobles masculins
| Any  | Campions                             | Finalistes                           | Resultat            |
| ---- | ------------------------------------ | ------------------------------------ | ------------------- |
| 2015 | Treat Huey Henri Kontinen            | Raven Klaasen Rajeev Ram             | 7−6(4), 6−2         |
| 2014 | Marcin Matkowski Leander Paes        | Jamie Murray John Peers              | 3−6, 7−6(5), [10−5] |
| 2013 | Eric Butorac Raven Klaasen           | Pablo Cuevas Horacio Zeballos        | 6−2, 6−2            |
| 2012 | Alexander Peya Bruno Soares          | Colin Fleming Ross Hutchins          | 5−7, 7−5, [10−7]    |
| 2011 | Eric Butorac Jean-Julien Rojer       | František Čermák Filip Polášek       | 6−1, 6−3            |
| 2010 | František Čermák Michal Mertiňák     | Mariusz Fyrstenberg Marcin Matkowski | 7−6(3), 7−6(5)      |
| 2009 | Mariusz Fyrstenberg Marcin Matkowski | Ígor Kunitsin Jaroslav Levinský      | 6−2, 6−1            |